# Jay Baruchel
Jonathan Adam Saunders Baruchel (Ottawa, 1982. április 9. –) kanadai színész, humorista.
Olyan filmekben szerepelt, mint a Millió dolláros bébi, a Felkoppintva és a Trópusi vihar. Főszereplőként a Túl jó nő a csajom, A varázslótanonc és az Itt a vége című filmekben is feltűnt. Szinkronszínészként Hablaty eredeti hangját kölcsönözte az Így neveld a sárkányodat első, második és harmadik részében, valamint számos kapcsolódó rövidfilmben és televíziós műsorban.
2023-tól a FUBAR című akciósorozat egyik főszereplője.

## Fiatalkora
Ottawában született, Robyne és Serge Baruchel gyermekeként. Anyja szabadúszó író volt, míg apja műkereskedő. Montréal Notre-Dame-de-Grâce nevű negyedében nőtt fel. Van egy nővére. Apja Párizsban született. Zsidó, francia, és ír felmenőkkel rendelkezik. Elmondása szerint ír gyökerei Mayo megyéből származnak.

## Magánélete
2011-től 2013-ig Alison Pill színésznővel járt. Jay 2013. február 16-án bejelentette a Twitterén, hogy szakítottak. 2018 májusában bejelentette, hogy Rebecca-Jo Dunhammel randevúzik. 2019. szeptember 21-én házasodtak össze Portugáliában. Vallási nézeteivel kapcsolatban azt állította, "talán agnosztikus".

## Filmográfia

### Film

#### Rendező, író és producer
| Év   | Magyar cím | Eredeti cím                        | Feladatkör | Feladatkör | Feladatkör | Megjegyzések |
| Év   | Magyar cím | Eredeti cím                        | Rendező    | Író        | Producer   | Megjegyzések |
| ---- | ---------- | ---------------------------------- | ---------- | ---------- | ---------- | ------------ |
| 2002 |            | Edgar and Jane                     | Igen       | Igen       | Igen       | rövidfilm    |
| 2007 |            | Jay and Seth versus the Apocalypse | Igen       | Nem        | Nem        | rövidfilm    |
| 2011 | Hoki-koki  | Goon                               | Nem        | Igen       | Igen       |              |
| 2013 | Itt a vége | This Is the End                    | Nem        | Nem        | Koproducer |              |
| 2017 |            | Goon: Last of the Enforcers        | Igen       | Igen       | Nem        |              |
| 2019 |            | Random Acts of Violence            | Igen       | Igen       | Igen       |              |

#### Színész
| Év   | Magyar cím                                                | Eredeti cím                                    | Szerep           | Magyar hang      |
| ---- | --------------------------------------------------------- | ---------------------------------------------- | ---------------- | ---------------- |
| 1999 |                                                           | Running Home                                   | gyerek           |                  |
| 1999 |                                                           | Who Gets the House?                            | Jonathan         |                  |
| 2000 | Majdnem híres                                             | Almost Famous                                  | Vic Munoz        |                  |
| 2002 | A vonzás szabályai                                        | The Rules of Attraction                        | Harry            |                  |
| 2003 | A játék neve: Végzet                                      | Nemesis Game                                   | Jeremy Curran    |                  |
| 2004 | Millió dolláros bébi                                      | Million Dollar Baby                            | Veszélyes Barch  | Fesztbaum Béla   |
| 2005 |                                                           | Fetching Cody                                  | Art Frankel      |                  |
| 2006 | Szívek hullámhosszán                                      | I'm Reed Fish                                  | Reed Fish        | Hamvas Dániel    |
| 2007 | Felkoppintva                                              | Knocked Up                                     | Jay              | Bor László       |
| 2007 |                                                           | Jay and Seth versus the Apocalypse (rövidfilm) | önmaga           |                  |
| 2007 |                                                           | Just Buried                                    | Oliver Whynacht  |                  |
| 2008 | Egy óra haladék                                           | Real Time                                      | Andy Hayes       |                  |
| 2008 | Trópusi vihar                                             | Tropic Thunder                                 | Kevin Sandusky   | Hamvas Dániel    |
| 2008 | Dalok ismerkedéshez                                       | Nick and Norah's Infinite Playlist             | Tal Hanson       |                  |
| 2009 | Fanboys – Rajongók háborúja                               | Fanboys                                        | Windows          | Hamvas Dániel    |
| 2009 | Éjszaka a múzeumban                                       | Night at the Museum: Battle of the Smithsonian | Joey Motorola    |                  |
| 2009 |                                                           | The Trotsky                                    | Leon Bronstein   |                  |
| 2010 | Túl jó nő a csajom                                        | She's Out of My League                         | Kirk Kettner     | Hamvas Dániel    |
| 2010 | Így neveld a sárkányodat                                  | How to Train Your Dragon                       | Hablaty (hangja) | Hamvas Dániel    |
| 2010 | A varázslótanonc                                          | The Sorcerer's Apprentice                      | Dave Stutler     | Markovics Tamás  |
| 2010 | Jó szomszédok                                             | Good Neighbours                                | Victor           | Fehér Tibor      |
| 2010 | Így neveld csonttörő sárkányodat (rövidfilm)              | Legend of the Boneknapper Dragon               | Hablaty (hangja) | Hamvas Dániel    |
| 2011 | Hoki-koki                                                 | Goon                                           | Pat              | Markovics Tamás  |
| 2011 | Így neveld a sárkányodat könyvből (rövidfilm)             | Book of Dragons                                | Hablaty (hangja) | Hamvas Dániel    |
| 2011 | Így neveld a sárkányodat: Tüzes kis ajándékok (rövidfilm) | Gift of the Night Fury                         | Hablaty (hangja) | Hamvas Dániel    |
| 2012 | Cosmopolis                                                | Cosmopolis                                     | Shiner           | Fehérváry Márton |
| 2012 |                                                           | The Watchmaker (rövidfilm)                     | adóügynök        |                  |
| 2013 | Itt a vége                                                | This Is the End                                | önmaga           | Hamvas Dániel    |
| 2013 | A lopás művészete                                         | The Art of the Steal                           | Francie          | Hamvas Dániel    |
| 2014 | Robotzsaru                                                | RoboCop                                        | Tom Pope         | Szatory Dávid    |
| 2014 | Don Peyote                                                | Don Peyote                                     | Bates            |                  |
| 2014 | Így neveld a sárkányodat 2.                               | How to Train Your Dragon 2                     | Hablaty (hangja) | Hamvas Dániel    |
| 2014 | Sárkányok: A sárkánylovasok hajnala (rövidfilm)           | Dawn of the Dragon Racers                      | Hablaty (hangja) | Hamvas Dániel    |
| 2016 |                                                           | Lovesick                                       | Mark             |                  |
| 2017 |                                                           | Goon: Last of the Enforcers                    | Pat              |                  |
| 2019 | Így neveld a sárkányodat 3.                               | How to Train Your Dragon: The Hidden World     | Hablaty (hangja) | Hamvas Dániel    |
| 2019 |                                                           | The Kindness of Strangers                      | John             |                  |
| 2019 |                                                           | Random Acts of Violence                        | Ezra             |                  |
| 2023 |                                                           | BlackBerry                                     | Mike Lazaridis   |                  |
| 2024 |                                                           | Humane                                         | Jared York       |                  |

### Televízió
| Év             | Magyar cím                                 | Eredeti cím                                | Szerep                                | Megjegyzés                                    |
| -------------- | ------------------------------------------ | ------------------------------------------ | ------------------------------------- | --------------------------------------------- |
| 1995 1999–2000 |                                            | Are You Afraid of the Dark?                | Joe / Alex / Ross Doyle / Jason Midas | 4 epizód                                      |
| 1996–1998      |                                            | My Hometown                                | Thomas Thompson                       | főszereplő                                    |
| 1997–2001      |                                            | Popular Mechanics for Kids                 | önmaga                                | dokumentumfilm                                |
| 1998           | Botcsinálta boszi                          | The Worst Witch                            | Bean Pole                             | 1 epizód                                      |
| 2001–2002      |                                            | Undeclared                                 | Steven Karp                           | főszerep                                      |
| 2002           |                                            | Matthew Blackheart: Monster Smasher        | Jimmy Fleming                         | tévéfilm                                      |
| 2004           |                                            | The Stones                                 | Winston Stone                         | 6 epizód                                      |
| 2005–2006      |                                            | Just Legal                                 | Skip Ross                             | 8 epizód                                      |
| 2006–2007      | Gyilkos számok                             | Numb3rs                                    | Oswald Kittner                        | 2 epizód                                      |
| 2011           |                                            | The Drunk and On Drugs Happy Fun Time Hour | privát Prosciutto / Sólyom            | 2 epizód                                      |
| 2012–2018      | Sárkányok: A Hibbant-sziget harcosai       | DreamWorks Dragons                         | Hablaty (hangja)                      | főszereplő                                    |
| 2012           | Being Human – Emberbőrben                  | Being Human                                | Stu                                   | 1 epizód                                      |
| 2014           | Trailer Park Boys                          | Trailer Park Boys                          | nem szerepel                          | rendező (1 epizód)                            |
| 2015–2017      | Úr keres hölgyet                           | Man Seeking Woman                          | Josh Greenberg                        | - főszereplő - magyar hangja: - Hamvas Dániel |
| 2018           |                                            | Letterkenny                                | "Hard Right" Jay                      | 2 epizód                                      |
| 2018           | A varázslatos iskolabusz újra száguld      | The Magic School Bus Rides Again           | Dr. Tillage (hangja)                  | 1 epizód                                      |
| 2019           |                                            | The Moodys                                 | Sean Moody Jr.                        | főszereplő                                    |
| 2019           | Így neveld a sárkányodat: Hazatérés        | How to Train Your Dragon: Homecoming       | Hablaty (hangja)                      | tévéfilm                                      |
| 2019–20        | Fiúk a lakókocsiparkból: A rajzfilmsorozat | Trailer Park Boys: The Animated Series     | Fucknel (hangja)                      | 2 epizód                                      |
| 2022           |                                            | LOL: Last One Laughing Canada              | házigazda                             |                                               |
| 2022           |                                            | Son of a Critch                            | nem szerepel                          | rendező                                       |
| 2022           | Fiúk a folyosóról                          | The Kids in the Hall                       | dohányos                              | 1 epizód                                      |
| 2022           |                                            | We're All Gonna Die (Even Jay Baruchel)    | önmaga                                | főszereplő                                    |
| 2023–          | FUBAR                                      | FUBAR                                      | Carter Perlmutter                     | - főszereplő - magyar hangja: - Hamvas Dániel |